# CSS Virginia
CSS Virginia bila je prvi parni oklopni ratni brod ratne mornarice Konfederacije Američkih Država, izgrađen tijekom prve godine Američkog građanskog rata. Brod je sagrađen kao oklopnjača smanjenjem izvornog nadgrađa s trupa potopljene unionističke fregate USS Merrimack. Virginia je bila jedna od sudionika bitke kod Hampton Roadsa, sukobivši se s unionističkim USS Monitorom u ožujku 1862. Bitka je uglavnom značajna u pomorskoj povijesti kao prva pomorska bitka između oklopnjača.

## Vanjske poveznice
|  | Zajednički poslužitelj ima još gradiva o temi CSS Virginia |